# Leo Fender

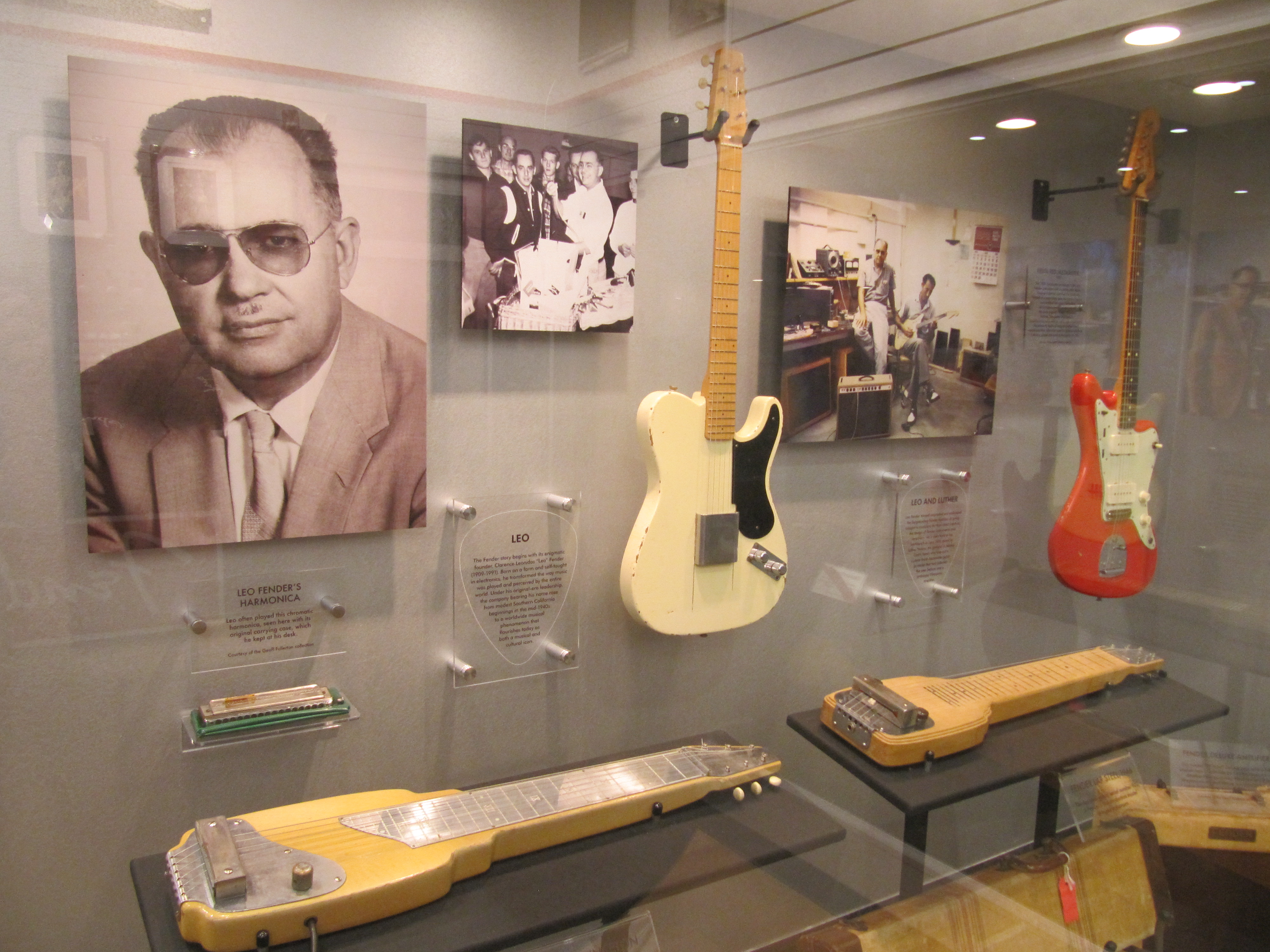
Leo Fender und seine frühen Modelle im Fender Guitar Factory Museum

Clarence Leonidas „Leo“ Fender (* 10. August 1909 in Anaheim, Kalifornien; † 21. März 1991 in Fullerton, Kalifornien) war ein US-amerikanischer Musikinstrumentenbauer. Er gründete 1946 das Unternehmen Fender Electric Instrument Manufacturing Company und war später Mitbegründer der Unternehmen Music Man und G&L Musical Instruments.
In den 1950er-Jahren war Fender für die Entwicklung von E-Gitarren-Modellen wie Telecaster und Stratocaster, das E-Bass-Modell Precision Bass sowie von Gitarrenverstärkern und E-Pianos verantwortlich. Einige der von Fender entwickelten Musikinstrumente zählen zu den bekanntesten und verbreitetsten ihrer Art und dienen als Vorbild für zahlreiche Nachahmungen und Weiterentwicklungen. 
Durch seine Erfindungen, seine Leistungen im Bereich der industriellen Produktion dieser Instrumente und durch deren erfolgreiche Vermarktung wurde Fender einer der Pioniere in der Geschichte der E-Gitarre und des E-Basses.

## Leben
Leo Fender entwickelte schon in jungen Jahren Interesse für Elektrotechnik. Als Hobby baute und reparierte er während seiner Zeit auf der Highschool Radios. Nachdem er die Highschool 1928 verlassen hatte, machte er im Fullerton Junior College einen Abschluss in Buchführung. 1934 heiratete er Esther Klotzky und arbeitete als Buchhalter für das California Highway Department. 1938 eröffnete er ein Radiogeschäft in Fullerton, Kalifornien. Dort wurden nicht nur Radios verkauft, sondern auch Plattenwechsler sowie Schallplatten, Musikalien und Musikinstrumente sowie Reparaturen durchgeführt. Des Weiteren beschäftigte sich Fender auch schon mit verschiedenen Verstärkersystemen für Sprache, Musik sowie Instrumente und baute Anlagen, die er bei Veranstaltungen verlieh.
1945 gründete er mit Partner Clayton Orr „Doc“ Kauffman das Unternehmen K&F Manufacturing Corporation, das mit größtenteils selbst hergestellten Werkzeugen und Maschinen in den Räumen des Radiogeschäftes in kleinen Stückzahlen Hawaiigitarren und Verstärker herstellte. Die beiden hatten auch einen neuen Tonabnehmer entwickelt, bei dem die Gitarrensaiten durch die Spule des Tonabnehmer geführt wurden. Ein Prinzip, wie es auch mit der Nadel des Plattenspielers angewendet wird. Auch hielt das Unternehmen das Patent auf einen verbesserten Plattenwechsler, der ebenso produziert wurde. 
1946 wurde K&F von der Firma Radio-Tel die Übernahme des Vertriebes im großen Stil angeboten, was Fender annahm. Kauffman erschien dies zu kühn, und er verließ daraufhin das Unternehmen. Fender gründete nun die Fender Electrical Instrument Co., die in den in der Nähe des Radiogeschäfts aufgebauten neuen Hallen in größerem Stil produzierte. Im selben Jahr wurden noch mehrere Gitarrenverstärker auf den Markt gebracht (Deluxe, Princeton, Professional). 1947 verkaufte er sein Radiogeschäft an Dale Hyatt. 
Fender ärgerte sich darüber, dass er zwar die Elektrik der Gitarren, nicht aber die damals üblicherweise eingeleimten Gitarrenhälse reparieren konnte. Daher dachte er über eine neue Art von Gitarre mit einem angeschraubten Hals nach. Diese Gitarre sollte aus einzelnen, leicht auszutauschenden Komponenten bestehen. 1950 stellten er und George Fullerton die sehr bald in Telecaster umbenannte Broadcaster vor. 1951 folgte mit dem Fender Precision Bass ein E-Bass mit vier Saiten, der im Laufe der Jahre nicht nur den Kontrabass verdrängen, sondern auch den Sound moderner Popmusik prägen sollte. 
1954 folgte mit der Stratocaster eine weitere elektrische Gitarre, die wie die Telecaster und der Precision Bass den Sound der folgenden Jahrzehnte, aber auch das Aussehen elektrischer Gitarren entscheidend beeinflusste. Gleichzeitig läutete Fender damit die Massenproduktion im Gitarrenbau ein, da alle Teile seiner Gitarren einzeln hergestellt und miteinander verschraubt werden konnten – eine damals völlig unübliche Technik, die anfangs belächelt wurde.
Leo Fender wollte selbst nie Gitarre spielen lernen, hatte aber in der Highschool Saxophon gespielt. Er hatte gute Beziehungen zur südkalifornischen Musikerszene, was ihm die Verbreitung seiner Vision erleichterte und ihn nicht auf die traditionelle Ansprache über ein Händlernetz angewiesen machte. Gleichzeitig waren seine Gitarren durch die Art und Weise ihrer Herstellung für die meisten Musiker erschwinglicher als die der Konkurrenz (hauptsächlich Gibson). Durch das innovative und sehr effektive Produktionskonzept wurde Fender in den 1950ern im Gitarrenbau zu dem, was Henry Ford in den 1920er-Jahren im Automobilbau gewesen war. 
Fenders Geschäft lief blendend, und seine Instrumente wurden von den Musikern angenommen. Weitere Modelle wie der Jazz Bass, die Fender Jaguar- und die Fender-Jazzmaster-Gitarren kamen hinzu. 1965 wurde Fender schwer krank, konnte das Unternehmen nicht mehr führen und war deshalb einverstanden, es für 13 Millionen Dollar an den Medienkonzern CBS zu verkaufen. Erst danach fand er einen Arzt, der ihn heilen konnte. Er blieb in den nächsten Jahren zwar bei CBS offiziell beratend tätig, betrat aber das für ihn bereitgestellte Büro nicht, und geriet zunehmend in Ärger über die Art und Weise, mit der CBS produzierte und entwickelte.
1971 gründete Fender mit seinen früheren Angestellten Forrest White und Tom Walker das Gitarren- und Bassunternehmen Tri-Sonic, das 1973 in Musitek, Inc. und 1974 schließlich in Music Man umbenannt wurde. Zunächst wurden nur Verstärker gebaut, und um ein Komplettangebot im Programm zu haben, wurde Fenders Beraterfirma CLF Research vertraglich verpflichtet, für MusicMan Bässe und Gitarren zu produzieren. In den folgenden Jahren entstand hier vor allem der berühmte E-Bass Music Man StingRay, der bis heute erfolgreich verkauft wird. 
Nachdem Leo Fender mit dem Management von Music Man Schwierigkeiten hatte, stieg er 1980 aus und gründete noch im selben Jahr mit George Fullerton und Dale Hyatt an der Produktionsstätte von CLF Research in der Fender Avenue in Fullerton das Unternehmen G&L Musical Instruments. Bis zu seinem Tod entstanden hier weitere Innovationen wie Tonabnehmer, Vibrato-Systeme und Halskonstruktionen. Leo Fender starb im März 1991 an den Folgen der Parkinson-Krankheit.
Im Februar 2009 wurde Fender postum ein Grammy für seine besonderen Verdienste („Special Merit Award“) verliehen; bereits 1992 war Fender, ohne dessen Gitarren es keinen Rock ’n’ Roll gegeben haben würde, in die Rock and Roll Hall of Fame aufgenommen worden.